# 彰化縣埔鹽鄉新水國民小學
彰化縣埔鹽鄉新水國民小學，簡稱為新水國小，是位在臺灣省彰化縣埔鹽鄉西南邊的學校。佔地19,618平方公尺，其校史可追溯至1918年設立的溪湖公學校好修分校分離教室，至今超過百年。

## 沿革
新水國小早年原隸屬溪湖公學校好修分校，1918年4月在新水村設立分離教室，招收新水（浸水庄、湖仔內及施厝寮）、三省（溪仔墘、水尾及過溪寮）、太平（倒車員、朴鼎金、山寮及竹圍仔）、石埤（石埤腳）及天盛（蕃薯庄）等五村的學童。創設初始，規模及其簡陋，幸經訓導主任許遜謙號召地方士紳辜顯榮先生及各村村長出錢出力贊助之下，才得以建造木造竹頂教室二間，做為教學之用。
1922年4月時改為好修公學校浸水分校，1936年4月正式獨立改稱新水公學校，1941年4月更名為新水國民學校。1968年增設成立天盛分校，同年8月國民教育改制，正式定名為彰化縣埔鹽鄉「新水國民小學」，並於2011年成立分散式資源班。

## 歷任校長
以下資料來自《新水國民小學一百周年特刊》：
日治時期
第一任：陳文達 1936年-1943年
第二任：平良長三郎 1943年-1944年
第三任：蔡永昌 1944年-1945年
第四任：賴蒼海 1945年-1945年
戰後時期
第一任：陳新錠 1945年-1946年
第二任：陳詩深 1946年-1948年
第三任：施新法 1948年-1954年
第四任：施建連 1954年-1959年
第五任：張江龍 1959年-1962年
第六任：康德恭 1962年-1967年
第七任：鄭祥雲 1967年-1970年
第八任：黃天龍 1970年-1979年
第九任：王本源 1979年-1984年
第十任：黃錦南 1984年-1993年
第十一任：卓森利 1993年-1994年
第十二任：姚細雄 1994年-1997年
第十三任：楊小夜 1997年-1999年
第十四任：吳慶堂 1999年-2007年
第十五任：許淑玫 2007年-2015年
第十六任：陳讚誠 2015年-2022年
第十七任：陳鴻杉 2022年迄今

## 學校特色
新水國小自1979年成立學生田徑隊、1981年創立合唱團。另於2010年起參加教育部獎勵國民中小學推動閱讀計畫方案，並自2019年作為校本課程。